# 1999 en France
Chronologie de la France
- 1995
- 1996
- 1997
- 1998
- 1999
- 2000
- 2001
- 2002
- 2003

Cette page présente les faits marquants de l'année 1999 en France.

## Événements

### Janvier
- 4 janvier : première séance en euros à la bourse de Paris .
- 8 janvier : publication du bilan des régularisations d'étrangers lancée en 1997 : 80 000 dossiers acceptés, 63 000 rejetés et un millier de cas encore en instance.
- 22 janvier : le Conseil constitutionnel réaffirme l'immunité du président de la République.
- 31 janvier : 100 000 personnes défilent à Paris contre le PACS.

### Février
- Une série d'avalanches, parfois meurtrières, se produisent dans les Alpes, dont une, le 9 février, à Chamonix-Mont-Blanc (Haute-Savoie) avec 12 morts parmi les 14 habitations détruites du hameau de Montroc.

### Mars
- 3 mars : ratification du traité d'Amsterdam par l'Assemblée nationale.
- 17 mars : ratification du traité d'Amsterdam par le Sénat.
- 24 mars : Important incendie dans le tunnel du Mont-Blanc, entraînant une quarantaine de morts. Le trafic est interrompu plusieurs années. Le débat sur les transports routiers et le ferroutage est relancé en France.
- Mars : loi « Buffet » de protection de la santé des sportifs et de lutte contre le dopage.

### Avril
- 21 avril : hommage solennel de la République française aux sportifs français (morts ou déportés) et associations sportives françaises ayant eu à subir par le régime de Vichy les persécutions du régime nazi de Berlin.

### Mai
Le 12 mai, déclenchement de l'affaire David Hirschmann : un étudiant d'HEC Paris écrit à tous les élèves un message électronique dans lequel il se plaint de l'absence de réponse d'un cabinet de recrutement. Son message reçoit entre autres une réponse d'une autre étudiante qui lui enjoint de faire preuve de plus d'humilité. À partir de ces faits, des éléments d'origine plus contestée s'ajoutent à l'affaire, qui prend à partir du 19 mai un ton plus médiatique et implique de nombreuses fausses rumeurs,,,.

### Juin
- 13 juin : élections européennes, qui voient la victoire en France de la liste de gauche Construisons notre Europe, menée par François Hollande.
- 28 juin : le congrès vote la loi sur la parité hommes femmes en politique.

### Juillet
- 1er juillet : accident de téléphérique dans les Hautes-Alpes, au pic de Bure, provoquant la mort de 20 personnes.
- 12 juillet : Lionel Jospin inaugure Éole, la nouvelle ligne (ligne E) du RER, qui relie l'est parisien à la gare Saint-Lazare.
- 27 juillet : loi instituant la couverture maladie universelle (CMU)[5].

- Juillet : première victoire du Tour de France par Lance Armstrong, qui se verra retirer son titre en 2012 à la suite de ses aveux de dopage.

### Août
- 11 août : une éclipse totale de Soleil est visible dans le Nord de la France.

### Septembre
- 2 septembre : publication du livre de Jean-Marie Guéhenno L'Avenir de la liberté - La démocratie dans la mondialisation, dans lequel il examine les problèmes posés par la confrontation entre la démocratie et le marché, et s'interroge sur le « juste combat démocratique ».
- 13 septembre : Johnny Hallyday sort l'album Sang pour sang, réalisé par son fils David Hallyday et qui est aussi l'album du chanteur le plus vendu à ce jour (plus de deux millions d'exemplaires).
- 24 septembre : la préfecture du Pas-de-Calais réquisitionne un immense hangar à Sangatte et confie sa gestion à la Croix-Rouge pour accueillir des réfugiés qui cherchent à rejoindre la Grande-Bretagne.

### Octobre
- 13 octobre : après un an de discussion passionnée, et des négociations, la gauche réussit à faire adopter son pacte civil de solidarité (PACS). Le refus du Sénat de voter la proposition de loi a obligé le gouvernement à donner le dernier mot à l'Assemblée nationale après 3 relectures (adopté avec 315 voix).

### Novembre
- 11-14 novembre : Inondations dans l'Aude. À Lézignan-Corbières, il est tombé 624 mm en 36 heures. 35 morts (dont 26 dans l'Aude)[6].

### Décembre
- 2 décembre : démission de Dominique Strauss-Kahn du poste de ministre de l'Économie et des Finances, à la suite des accusations du parquet de Paris, qui lui reprochait d'avoir perçu des honoraires injustifiés de la MNEF.
- 8 décembre : Lionel Jospin maintient l'embargo sur le bœuf britannique. Il invoque le principe de précaution.
- 12 décembre : naufrage de l’Erika au large de Penmarc'h avec 37 000 tonnes de fioul, provoquant une marée noire sur les côtes bretonnes, vendéennes et charentaises, et de la Loire-Atlantique, particulièrement touchée.
- 26 et 28 décembre : les tempêtes Lothar puis Martin causent d'importants dégâts avec des vents atteignant localement les 180 km/h à 200 km/h. Ces tempêtes, dont la violence avait été sous-estimée par les prévisions météorologiques, occasionnent d'importants dégâts matériels et humains, avec plus de 90 morts, 6 milliards de francs d'indemnités versés par les assurances et 1 million d'hectares de forêts ravagés. Plusieurs millions de ménages français sont privés d'électricité pour le réveillon de l'an 2000.

## Culture

### Musique
- 10 novembre : Marc Gillias dit Rud Lion, producteur de hip-hop (d'Expression Direkt et Mafia K'1 Fry notamment) est assassiné par balles à la terrasse d'un café. Très respecté dans le milieu du hip-hop, il était également proche du grand banditisme dont Nordine Nasri dit Nono le Barge[7].

### Cinéma

#### Autres films sortis en France en 1999
- 6 janvier : Ennemi d'État, film américain de Tony Scott
- 20 janvier : Vous avez un message, film américain de Nora Ephron
- 27 janvier : Celebrity, film américain de Woody Allen
- 3 février : Astérix et Obélix contre César, film franco-italo-allemand de Claude Zidi
- 10 février : 1 001 Pattes, film américain de John Lasseter et Andrew Stanton
- 24 février : La ligne rouge, film américain de Terrence Malick
- 17 mars : Babe, le cochon dans la ville, film australien de George Miller
- 21 avril : Jugé coupable, film américain de Clint Eastwood
- 19 mai : Tout sur ma mère, film franco-espagnol de Pedro Almodóvar
- 16 juin : Buena Vista Social Club, film franco-allemand-américain de Wim Wenders
- 23 juin : Matrix, film américain de Larry Wachowski et Andy Wachowski
- 21 juillet : La Momie, film américain de Stephen Sommers
- 4 août : Wild Wild West, film américain de Barry Sonnenfeld
- 18 août : Coup de foudre à Notting Hill, film américain de Roger Michell
- 25 août : La Neuvième Porte (The Ninth Gate), film franco-espagnol-américain de Roman Polanski
- 1er septembre : Est-Ouest, film franco-espagnol- bulgare-russe-ukrainien de Régis Wargnier
- 15 septembre : Eyes Wide Shut, film britannique de Stanley Kubrick
- 3 novembre : Une histoire vraie, film franco-britannique-américain de David Lynch
- 24 novembre : Le Dernier Harem (Harem Suare), film italo-turco-français de Ferzan Özpetek
- 8 décembre : Dans la peau de John Malkovich , film américain de Spike Jonze

#### Prix et récompenses
- César du meilleur film : La Vie rêvée des anges, d'Érick Zonca
- Prix Jean-Vigo : La vie ne me fait pas peur, de Noémie Lvovsky

## Naissance en 1999
- 27 mai : Lily-Rose Depp.
- 17 décembre : Lorenzo Ausilia-Foret, acteur.